# Louis Bastien
Louis Bastien (Paris, 26 de outubro de 1881 — Châteauroux, 13 de agosto de 1963) foi um ciclista e esgrimista francês que competiu no final do século XIX e início do século XX. Participou nos Jogos Olímpicos de 1900 em Paris, onde conquistou a medalha de ouro na corrida de 25 quilômetros do ciclismo de pista.